# Joachim Daniel Wahrendorff

Joachim Daniel Wahrendorff.

Joachim Daniel Wahrendorff, född 1726 i Mecklenburg, död 1803 i Stockholm, var en svensk grosshandlare och brukspatron.

## Biografi
Wahrendorff invandrade till Sverige på 1750-talet. Redan under sitt första decennium i Stockholm grundade han med köpmannen Karl Gottfried Küsel handelshuset Küsel & Wahrendorff. Under 1770-talet upplöstes firman och han startade Wahrendorff & Comp. Handelshuset Wahrendorff var i slutet av 1700-talet en av Stockholms största exportörer av järn och koppar och importör av spannmål och textilier. Wahrendorff var också en stor delägare i Svenska Västindiska Kompaniet.
År 1772 köpte han Åkers styckebruk och blev senare ägare till flera bruk, vilket gjorde honom till en av landets mest förmögna personer. I bouppteckningen är följande lantegendomar nämnda: Åkers styckebruk med Länna bruk och Skeppsta järnbruk i Södermanland, Aspa bruk i Närke, Vedevågs bruk och Bjurfors messingsbruk i Västmanland samt Siljansfors bruk och Garpenbergs kopparbruk i Dalarna. Wahrendorff tilldelades titeln kommerseråd. Aspa bruk övertogs 1783 av sonen Carl Wahrendorff.
Joachim Daniel Wahrendorff var gift med Maria Juliana Rothstein, dotter till rådmannen i Stockholm Anders Rothstein.  Wahrendorffs son var bergsrådet Anders von Wahrendorff, bland annat byggherre för nuvarande huvudbyggnaden på Taxinge-Näsby slott och sonsonen Martin von Wahrendorff blev känd för att teknisk ha utvecklat de kanoner som tillverkades på Åkers styckebruk.